# هربرت گاسپاریان
هربرت هایکی گاسپاریان (ارمنی: Հերբերտ Հայկի Գասպարյան؛ زاده ۲۶ مارس ۱۹۴۲) کارگردان اهل ارمنستان است. وی از سال میلادی تاکنون مشغول فعالیت بوده است.

## زندگی‌نامه
وی در ۲۶ مارس ۱۹۴۲ در ایروان به دنیا آمد و از انستیتو دولتی هنری و نمایشی ایروان فارغ‌التحصیل گشت. وی همچنین برنده جوایزی همچون چهره فرهنگی شایسته جمهوری ارمنستان شد. 